# Ostriv, Halîci
Ostriv (în ucraineană Острів) este un sat în comuna Perlivți din raionul Halîci, regiunea Ivano-Frankivsk, Ucraina.

## Demografie
Componența lingvistică a localității Ostriv
     Ucraineană (100%)
Conform recensământului din 2001, toată populația localității Ostriv era vorbitoare de ucraineană (100%).